# Koistinen
Koistinen byla brněnská nonartificiální skupina působící v letech 2006 - 2012. Jméno převzala z filmu Světla v soumraku finského režiséra Akiho Kaurismäkiho. Členové Koistinen byli skladatelé Iszek Baraque, vlastním jménem František Chaloupka, (kytara, zpěv), Edgar Mojdl (etno nástroje, baskytara), Vojtěch Dlask (klávesy) a perkusista Vladimír Třebický (bicí nástroje). Pod texty a hudbou byl podepsán Iszek Baraque. Styl hudby Koistinen se pohyboval od alternativy přes aluze na jazz, artificiální hudbu, punk, country až k taneční hudbě a experimentální hudbě. Na svých nahrávkách Koistinen spolupracoval s výraznými osobnostmi současné nonartificiání scény, Davidem Kollerem či Martinem Evženem Kyšperským a Tomášem Vtípilem.[zdroj⁠?!] Hudba Koistinen zazněla coby součást soundtracku k filmu Skoro úplně vymyšlený film.[zdroj⁠?!]

## Diskografie

### Studiová alba
- Fisher EP (2011)

### Koncertní alba
- Coffee, Love and Music (Cafe Podnebi, Brno, 2010)